# 韦世豪
韦世豪（1995年4月8日—），是一名中国足球运动员，中国国家队球员，曾任广州恒大淘宝足球俱乐部队长，现效力中超联赛球队成都蓉城，司职左边锋。

## 俱乐部生涯
2005年，韦世豪在鲁能泰山足球学校举办李宁杯全国足球邀请赛表现出色而被山东鲁能相中，进入足校学习训练。他被视为是一个具有高潜力的球员，被足球评论家克里斯托弗·阿特金斯列入“8位世界各大豪门应该关注的年轻球员”中的一位。2012年12月，在前山东鲁能主教练亨克·滕卡特推荐下，荷兰豪门阿贾克斯邀请他和王成快前往试训。但山东鲁能拒绝放人，韦世豪只能继续留在球队，并在2013赛季入选参加中国足球超级联赛预备队联赛的名单。
2013年9月，迟迟未与山东鲁能签订职业合同的韦世豪离队前往葡萄牙，并加入博阿维斯塔青年队。他在2013/14赛季葡萄牙青年乙级联赛代表博阿维斯塔青年A队出场13次，射进4球。2014年6月，韦世豪被提升进入升级回到葡萄牙足球超级联赛的博阿维斯塔一线队，并和球队签订2年职业合同。2014年9月14日，他在2014/15赛季葡超第四轮博阿维斯塔对阵科英布拉大學的比赛第50分钟替补克里斯蒂安·布嘎出场，上演职业生涯首秀。2017年韦世豪被租借至上海上港。
2018年1月，韦世豪加盟北京中赫国安足球俱乐部。2019年2月，韦世豪以2000万人民币转会加盟广州恒大淘宝足球俱乐部。2023年4月6日，韦世豪转会武汉三镇足球俱乐部。2024年2月，韦世豪加盟成都蓉城足球俱乐部。

## 国家队生涯
2017年12月10日，在2017年东亚杯，首场对阵韩国时上演国家队处子秀，并在第9分钟打进一球。
2021年，为备战3月开踢的2022年国际足协世界杯外围赛 (亚洲区)40强赛下半程比赛，中国男足将于1月22日至2月10日在海口展开2021年首期集训，他入选27人名单。

## 个人生活
2020年，韦世豪在效力广州恒大队期间，通过人才引进入户广州。2022年7月，他与相恋八年的女友吴雅举行婚礼。2024年3月，他被华中科技大学保送录取，就读运动训练专业。

## 爭議
2014年，韦世豪违反与鲁能泰山足球学校的培训协议，擅自与经纪人签订经纪合同，并拒绝与山东鲁能泰山签署职业合同，选择前往葡萄牙，遭鲁能泰山足校起诉。后鲁能泰山足校主动撤诉。韦世豪承诺如返回中国踢球，会首选山东鲁能泰山。然而2017年，他在经纪人的运作下租借至上海上港，再度违背承诺，遭山东鲁能泰山球迷讨伐。因此韦世豪遭到山东球迷的仇视，以至于韦世豪每次来到山东泰山主场进行比赛，都要被现场球迷齐声辱骂。
韦世豪脾气火爆，他曾自称是鲁能泰山足校红牌纪录保持者。2019年，韦世豪在中国杯对乌兹别克斯坦的比赛中恶意犯规，铲伤奥塔别克·舒库罗夫，造成舒库罗夫右脚脚踝骨裂，缺席之后两个月的比赛。韦世豪在赛后场边采访中表示铲倒舒库罗夫只是战术犯规非恶意踢人，引起外界指责。直到新闻发布会后，韦世豪才公开道歉，并在之后随中国队领队刘殿秋等人前往探望舒库罗夫。舒库罗夫接受了韦世豪的道歉。韦世豪还因此次犯规被广州恒大停赛一个月。停赛结束后，韦世豪于2019年4月28日客场对阵重庆斯威的中超联赛中复出。
2023年5月13日，中超联赛上海申花与武汉三镇赛后谢场时，一名申花小球迷辱骂韦世豪及其家人。韦世豪次日在微博回应可以骂人，但不应连带家人。由于韦世豪此前在赛场上多次出言不逊，该微博也遭球迷嘲讽。韦世豪随后回骂球迷，并使用了一些涉嫌地域歧视的词汇，有球迷要求中国足协就他的不当言论进行处罚。2023年7月12日，在中超联赛上海海港对阵武汉三镇的比赛中，韦世豪不满判罚，对裁判员马宁的判罚提出了质疑，被马宁直接出示红牌，随后韦世豪怒骂马宁。7月18日，中国足协通报了对韦世豪处以停赛6场，罚款6万元的处罚。
2024年7月20日，韋世豪在中超联赛武汉三镇對陣成都蓉城的比赛上，用脚从背后踢向对方球员，韋世豪被紅牌罰下。賽後中国足球协会纪律委员会對其作出追加停赛4场、罚款人民币4万元的處罰。韦世豪隨後在社交媒體上晒出克雷桑早前在比赛背后踢倒朱辰杰卻没有被追加处罚的動圖。